# Lago di Hourtin e di Carcans
Il lago di Hourtin e di Carcans (in francese lac d'Hourtin et de Carcans) è il maggiore dei laghi della Francia.  Prende il nome dai due comuni che si affacciano sulle sue rive: Hourtin e Carcans. Esso si estende da nord a sud, parallelamente alla costa dell'Oceano Atlantico, per una lunghezza di 18 km ed una larghezza massima di 5, nella penisola del Médoc. Fa parte dei Grandi laghi delle Landes.
Esso fa parte delle Riserve naturali di Francia dal 15 dicembre 2009 ed è gestito dall'Ufficio nazionale delle foreste (ONF), agenzia delle Landes in Nuova Aquitania.
Le Contaut, all'estremità nord del lago, ha accolto in passato un'importante base d'idrovolanti. Questa base è successivamente divenuta un centro d'incorporazione della Marina militare francese. Attualmente è oggetto di un ampio progetto di riconversione in complesso turistico.

## Cinema
Alcune scene del film Thérèse Desqueyroux (2012), diretto da Claude Miller, sono state girate sulle rive del lago..